# 베르호얀스크산맥

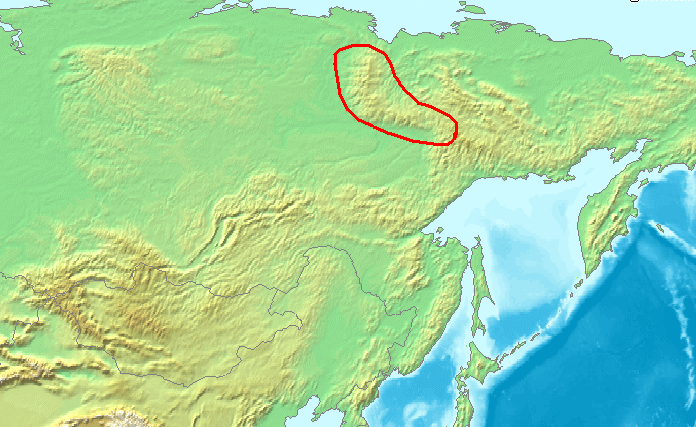

베르호얀스크산맥(러시아어: Верхоянский хребет)은 시베리아 동부에 위치한 산맥이고 사하 공화국에 위치해 있다. 길이는 1000km, 높이는 600 m이다. 서쪽은 레나강과 알단강사이에 위치해 있고, 동쪽은 야나강에 접해 있다. 남쪽은 2,480 m(8,150 ft)로 높다. 석탄, 은, 납, 아연이 매장되어 있다. 베르호얀스크산맥은 유라시아판과 북아메리카판의 경계를 이루는 텍토닉 플레이트로 구성되어 있다.
러시아에서 가장 최저 온도를 기록한 베르호얀스크가 이 지역에 위치해 있다.